# Liste des chapelles de la Seine-Maritime
La liste des chapelles de la Seine-Maritime présente les chapelles de culte catholique situées sur le territoire des communes du départements français de la Seine-Maritime.
Il est fait état des diverses protections dont elles peuvent bénéficier, et notamment les inscriptions et classements au titre des monuments historiques.

## Diocèses

### Diocèse du Havre
Le diocèse du Havre est situé dans le département de Seine-Maritime. Il couvre l'arrondissement du Havre, à l'exception de vingt communes, à savoir :
- les seize communes du canton d'Ourville-en-Caux : Ancourteville-sur-Héricourt, Anvéville, Beuzeville-la-Guérard, Carville-Pot-de-Fer, Cleuville, Le Hanouard, Hautot-l'Auvray, Héricourt-en-Caux, Oherville, Ourville-en-Caux, Robertot, Routes, Saint-Vaast-Dieppedalle, Sommesnil, Thiouville et Veauville-lès-Quelles ;
- deux communes canton de Valmont : Criquetot-le-Mauconduit et Vinnemerville ;
- deux communes du canton de Fauville-en-Caux : Hautot-le-Vatois et Rocquefort.

### Archidiocèse de Rouen
Depuis la création du diocèse du Havre, en 1974, il ne couvre plus qu'une partie de ce département : les deux arrondissements de Rouen et de Dieppe et vingt communes de celui du Havre.

## Liste
| Chapelle                                                                 | Commune                      | Adresse | Coordonnées                      | Notice         | Protection                                                                         | Date | Illustration                                                       |
| ------------------------------------------------------------------------ | ---------------------------- | ------- | -------------------------------- | -------------- | ---------------------------------------------------------------------------------- | ---- | ------------------------------------------------------------------ |
| Chapelle du manoir de la Turgère                                         | Allouville-Bellefosse        |         | 49° 36′ 39″ nord, 0° 39′ 42″ est |                |                                                                                    |      | Image manquante Téléverser                                         |
| Chapelle Sainte-Anne des Blanques                                        | Alvimare                     |         | 49° 36′ 54″ nord, 0° 38′ 38″ est | « PA00100537 » | Classé MH                                                                          | 1974 | Chapelle Sainte-Anne des Blanques                                  |
| Chapelle du château de Bailleul                                          | Angerville-Bailleul          |         | 49° 40′ 25″ nord, 0° 27′ 00″ est |                |                                                                                    |      | Chapelle du château de Bailleul                                    |
| Chapelle d'Angiens                                                       | Angiens                      |         | 49° 49′ 45″ nord, 0° 47′ 17″ est | « IA00058758 » |                                                                                    |      | Image manquante Téléverser                                         |
| Chapelle Notre-Dame-de-Bon-Port du manoir Dupont d'Anneville-Ambourville | Anneville-Ambourville        |         | 49° 25′ 59″ nord, 0° 51′ 53″ est |                |                                                                                    |      | Image manquante Téléverser                                         |
| Chapelle Sainte-Clotilde du manoir de la Cheminée Tournante              | Anneville-Ambourville        |         | 49° 26′ 25″ nord, 0° 51′ 48″ est |                |                                                                                    |      | Image manquante Téléverser                                         |
| Chapelle du château de La Mailleraye-sur-Seine                           | Arelaune-en-Seine            |         | 49° 29′ 02″ nord, 0° 46′ 23″ est |                |                                                                                    |      | Image manquante Téléverser                                         |
| Chapelle Notre-Dame du Cardonnoy                                         | Aumale                       |         | 49° 46′ 42″ nord, 1° 45′ 35″ est |                |                                                                                    |      | Chapelle Notre-Dame du Cardonnoy                                   |
| Chapelle des arts martiaux d'Aumale                                      | Aumale                       |         | 49° 46′ 16″ nord, 1° 45′ 03″ est |                |                                                                                    |      | Image manquante Téléverser                                         |
| Chapelle Saint-Hélier de Barentin                                        | Barentin                     |         | 49° 32′ 43″ nord, 0° 57′ 30″ est | « IA00020833 » |                                                                                    |      | Image manquante Téléverser                                         |
| Chapelle Sainte-Ursule de Beaubec-la-Rosière                             | Beaubec-la-Rosière           |         | 49° 38′ 30″ nord, 1° 29′ 40″ est | « PA00100554 » | Inscrit MH                                                                         | 1926 | Chapelle Sainte-Ursule de Beaubec-la-Rosière                       |
| Chapelle de la Rosière                                                   | Beaubec-la-Rosière           |         | 49° 39′ 34″ nord, 1° 29′ 19″ est |                |                                                                                    |      | Image manquante Téléverser                                         |
| Chapelle Saint-Denis de Beuzeville-la-Giffarde                           | Beaumont-le-Hareng           |         | 49° 39′ 28″ nord, 1° 12′ 42″ est | « IA00022941 » |                                                                                    |      | Image manquante Téléverser                                         |
| Chapelle Saint-Sauveur de Toupray                                        | Beaussault                   |         | 49° 41′ 16″ nord, 1° 34′ 29″ est |                |                                                                                    |      | Image manquante Téléverser                                         |
| Chapelle Saint-Adrien de Saint-Adrien (Seine-Maritime)                   | Belbeuf                      |         | 49° 22′ 12″ nord, 1° 07′ 41″ est | « IA00021171 » |                                                                                    |      | Image manquante Téléverser                                         |
| Chapelle du prieuré de Tous-les-Saints de Saint-Martin-sous-Bellencombre | Bellencombre                 |         | 49° 43′ 04″ nord, 1° 12′ 45″ est |                |                                                                                    |      | Image manquante Téléverser                                         |
| Chapelle du château de Durdan                                            | Bernières                    |         | 49° 37′ 44″ nord, 0° 28′ 57″ est |                |                                                                                    |      | Image manquante Téléverser                                         |
| Chapelle Saint-Lubin de Saint-Ouen                                       | Bertreville-Saint-Ouen       |         | 49° 49′ 01″ nord, 1° 02′ 20″ est |                |                                                                                    |      | Image manquante Téléverser                                         |
| Chapelle Saint-Gilles de Baudribosc                                      | Berville-en-Caux             |         | 49° 42′ 42″ nord, 0° 51′ 29″ est | « IA00020041 » |                                                                                    |      | Image manquante Téléverser                                         |
| Chapelle de l'hôpital de Bois-Guillaume                                  | Bois-Guillaume               |         | 49° 27′ 56″ nord, 0° 07′ 02″ est |                |                                                                                    |      | Image manquante Téléverser                                         |
| Chapelle du Carmel de Bois-Guillaume                                     | Bois-Guillaume               |         | 49° 27′ 19″ nord, 0° 06′ 13″ est |                |                                                                                    |      | Image manquante Téléverser                                         |
| Chapelle Sainte-Anne de Bolbec                                           | Bolbec                       |         | 49° 34′ 30″ nord, 0° 29′ 16″ est | « IA76000890 » |                                                                                    |      | Chapelle Sainte-Anne de Bolbec                                     |
| Chapelle Saint-Clair de Saint-Clair (Seine-Maritime)                     | Bordeaux-Saint-Clair         |         | 49° 42′ 10″ nord, 0° 13′ 43″ est |                |                                                                                    |      | Image manquante Téléverser                                         |
| Chapelle Saint-Adrien du château du Bosc-Théroulde                       | Bosc-Guérard-Saint-Adrien    |         | 49° 33′ 12″ nord, 1° 07′ 42″ est | « IA00020214 » |                                                                                    |      | Image manquante Téléverser                                         |
| Chapelle Notre-Dame de Perduville                                        | Bosc-Mesnil                  |         | 49° 40′ 31″ nord, 1° 21′ 31″ est |                |                                                                                    |      | Image manquante Téléverser                                         |
| Chapelle Saint-Martin de Martincamp                                      | Bully                        |         | 49° 43′ 03″ nord, 1° 21′ 23″ est |                |                                                                                    |      | Image manquante Téléverser                                         |
| Chapelle Sainte-Gertrude de Reutteville                                  | Cailleville                  |         | 49° 50′ 43″ nord, 0° 44′ 35″ est | « IA00054480 » |                                                                                    |      | Image manquante Téléverser                                         |
| Chapelle Saint-Mathurin des Essarts                                      | Callengeville                |         | 49° 49′ 08″ nord, 1° 31′ 41″ est |                |                                                                                    |      | Chapelle Saint-Mathurin des Essarts                                |
| Chapelle de la Sainte-Vierge du Sainfoin                                 | Campneuseville               |         | 49° 52′ 14″ nord, 1° 40′ 18″ est |                |                                                                                    |      | Chapelle de la Sainte-Vierge du Sainfoin                           |
| Chapelle du couvent Sainte-Barbe de Canteleu                             | Canteleu                     |         | 49° 25′ 34″ nord, 1° 01′ 17″ est |                |                                                                                    |      | Chapelle du couvent Sainte-Barbe de Canteleu                       |
| Chapelle Notre-Dame de Barville                                          | Cany-Barville                |         | 49° 46′ 20″ nord, 0° 38′ 21″ est | « IA00022690 » |                                                                                    |      | Chapelle Notre-Dame de Barville                                    |
| Chapelle Saint-Gilles-et-Saint-Leu de Caniel                             | Cany-Barville                |         | 49° 47′ 40″ nord, 0° 38′ 19″ est | « IA00022685 » |                                                                                    |      | Image manquante Téléverser                                         |
| Chapelle du château de Cany                                              | Cany-Barville                |         | 49° 45′ 59″ nord, 0° 37′ 50″ est |                |                                                                                    |      | Image manquante Téléverser                                         |
| Chapelle de Conteville                                                   | Conteville                   |         | 49° 41′ 48″ nord, 1° 37′ 56″ est |                |                                                                                    |      | Image manquante Téléverser                                         |
| Chapelle Dieu-de-Pitié de Conteville                                     | Conteville                   |         | 49° 41′ 44″ nord, 1° 38′ 00″ est |                |                                                                                    |      | Image manquante Téléverser                                         |
| Chapelle de la ferme de la chapelle de Mesnil-Val                        | Criel-sur-Mer                |         | 50° 02′ 22″ nord, 1° 20′ 21″ est |                |                                                                                    |      | Image manquante Téléverser                                         |
| Chapelle Saint-Lambert des Anthieux                                      | Criquiers                    |         | 49° 39′ 28″ nord, 1° 42′ 12″ est |                |                                                                                    |      | Image manquante Téléverser                                         |
| Chapelle Saint-Barthélemy de Puys                                        | Dieppe                       |         | 49° 56′ 14″ nord, 1° 06′ 55″ est |                |                                                                                    |      | Image manquante Téléverser                                         |
| Chapelle Saint-François de Neuville-lès-Dieppe                           | Dieppe                       |         | 49° 55′ 44″ nord, 1° 06′ 09″ est |                |                                                                                    |      | Image manquante Téléverser                                         |
| Chapelle Sainte-Clothilde de Doudeauville                                | Doudeauville                 |         | 49° 34′ 00″ nord, 1° 42′ 27″ est |                |                                                                                    |      | Image manquante Téléverser                                         |
| Chapelle Saint-Roch de Drosay                                            | Drosay                       |         | 49° 47′ 37″ nord, 0° 44′ 34″ est |                |                                                                                    |      | Image manquante Téléverser                                         |
| Chapelle Notre-Dame-de-la-Vallée de Déville-lès-Rouen                    | Déville-lès-Rouen            |         | 49° 28′ 09″ nord, 1° 02′ 37″ est |                |                                                                                    |      | Image manquante Téléverser                                         |
| Chapelle Saint-Siméon de Déville-lès-Rouen                               | Déville-lès-Rouen            |         | 49° 27′ 41″ nord, 1° 03′ 04″ est |                |                                                                                    |      | Image manquante Téléverser                                         |
| Chapelle de l'institution Fénelon d'Elbeuf                               | Elbeuf                       |         | 49° 17′ 22″ nord, 1° 00′ 53″ est |                |                                                                                    |      | Image manquante Téléverser                                         |
| Chapelle de la Route-de-Forges                                           | Elbeuf-en-Bray               |         | 49° 29′ 40″ nord, 1° 41′ 07″ est |                |                                                                                    |      | Image manquante Téléverser                                         |
| Chapelle Saint-Vincent de Launay                                         | Ernemont-la-Villette         |         | 49° 26′ 56″ nord, 1° 43′ 46″ est | « PA00100645 » | Inscrit MH                                                                         | 1964 | Image manquante Téléverser                                         |
| Chapelle du collège des Jésuites d'Eu                                    | Eu                           |         | 50° 02′ 49″ nord, 1° 25′ 14″ est | « PA00100649 » | Classé MH                                                                          | 1846 | Chapelle du collège des Jésuites d'Eu                              |
| Chapelle Notre-Dame-de-l'Hôpital d'Eu                                    | Eu                           |         | 50° 02′ 58″ nord, 1° 25′ 15″ est |                |                                                                                    |      | Chapelle Notre-Dame-de-l'Hôpital d'Eu                              |
| Chapelle Saint-Laurent d'Eu                                              | Eu                           |         | 50° 03′ 31″ nord, 1° 25′ 48″ est |                |                                                                                    |      | Chapelle Saint-Laurent d'Eu                                        |
| Chapelle Notre-Dame du Salut de Fécamp                                   | Fécamp                       |         | 49° 46′ 01″ nord, 0° 22′ 17″ est | « PA00100657 » | Inscrit MH                                                                         | 1929 | Chapelle Notre-Dame du Salut de Fécamp                             |
| Chapelle du Précieux-Sang de Fécamp                                      | Fécamp                       |         | 49° 45′ 27″ nord, 0° 23′ 00″ est |                |                                                                                    |      | Image manquante Téléverser                                         |
| Chapelle du Sacré-Cœur de Fécamp                                         | Fécamp                       |         | 49° 45′ 05″ nord, 0° 24′ 11″ est |                |                                                                                    |      | Image manquante Téléverser                                         |
| Chapelle Saint-Jean-Baptiste de Renfeugères                              | Goupillières                 |         | 49° 34′ 47″ nord, 0° 59′ 47″ est | « IA00020945 » |                                                                                    |      | Image manquante Téléverser                                         |
| Chapelle de l'hôpital de Gournay-en-Bray                                 | Gournay-en-Bray              |         | 49° 28′ 40″ nord, 1° 43′ 23″ est |                |                                                                                    |      | Image manquante Téléverser                                         |
| Chapelle Sainte-Marie-Madeleine de Louvetot                              | Grigneuseville               |         | 49° 40′ 08″ nord, 1° 11′ 40″ est | « PA00100685 » | Inscrit MH                                                                         | 1984 | Chapelle Sainte-Marie-Madeleine de Louvetot                        |
| Chapelle Saint-Pierre-mi-les-Camps de Grumesnil                          | Grumesnil                    |         | 49° 37′ 11″ nord, 1° 40′ 37″ est |                |                                                                                    |      | Chapelle Saint-Pierre-mi-les-Camps de Grumesnil                    |
| Chapelle Saint-Blaise du petit séminaire du Gal                          | Grémonville                  |         | 49° 38′ 49″ nord, 0° 49′ 28″ est |                |                                                                                    |      | Image manquante Téléverser                                         |
| Chapelle de la Vierge de Haucourt                                        | Haucourt                     |         | 49° 38′ 40″ nord, 1° 41′ 55″ est |                |                                                                                    |      | Image manquante Téléverser                                         |
| Chapelle Notre-Dame des Autels                                           | Hautot-l'Auvray              |         | 49° 45′ 29″ nord, 0° 45′ 59″ est |                |                                                                                    |      | Chapelle Notre-Dame des Autels                                     |
| Chapelle Saint-Riquier d'Héricourt-en-Caux                               | Héricourt-en-Caux            |         | 49° 41′ 46″ nord, 0° 41′ 43″ est | « PA00100719 » | Inscrit MH                                                                         | 1934 | Chapelle Saint-Riquier d'Héricourt-en-Caux                         |
| Chapelle Saint-Christophe de la Maison-Brûlée                            | La Bouille                   |         | 49° 20′ 45″ nord, 0° 55′ 54″ est |                |                                                                                    |      | Image manquante Téléverser                                         |
| Chapelle Saint-Jean-Baptiste de Bruquedalle                              | La Chapelle-Saint-Ouen       |         | 49° 30′ 55″ nord, 1° 25′ 32″ est |                |                                                                                    |      | Image manquante Téléverser                                         |
| Chapelle Sainte-Marguerite de La Gaillarde                               | La Gaillarde                 |         | 49° 50′ 36″ nord, 0° 52′ 05″ est | « IA00058857 » |                                                                                    |      | Chapelle Sainte-Marguerite de La Gaillarde                         |
| Chapelle Saint-Julien de Flainville                                      | Le Bourg-Dun                 |         | 49° 52′ 58″ nord, 0° 53′ 45″ est | « PA00100579 » | Classé MH                                                                          | 2008 | Chapelle Saint-Julien de Flainville                                |
| Chapelle Saint-Laurent de Pelletot                                       | Le Catelier                  |         | 49° 45′ 27″ nord, 1° 09′ 29″ est |                |                                                                                    |      | Chapelle Saint-Laurent de Pelletot                                 |
| Chapelle Saint-Michel d'Ingouville                                       | Le Havre                     |         | 49° 29′ 57″ nord, 0° 06′ 29″ est | « IA00130359 » |                                                                                    |      | Chapelle Saint-Michel d'Ingouville                                 |
| Chapelle des Franciscains du Havre                                       | Le Havre                     |         | 49° 29′ 50″ nord, 0° 06′ 07″ est |                |                                                                                    |      | Image manquante Téléverser                                         |
| Chapelle des Ormeaux du Havre                                            | Le Havre                     |         | 49° 30′ 02″ nord, 0° 07′ 03″ est |                |                                                                                    |      | Chapelle des Ormeaux du Havre                                      |
| Chapelle Sainte-Marie du Havre                                           | Le Havre                     |         | 49° 30′ 20″ nord, 0° 07′ 48″ est |                |                                                                                    |      | Chapelle Sainte-Marie du Havre                                     |
| Chapelle Saint-Julien du Petit-Quevilly                                  | Le Petit-Quevilly            |         | 49° 25′ 15″ nord, 1° 03′ 29″ est | « PA00100794 » | Classé MH                                                                          | 1862 | Chapelle Saint-Julien du Petit-Quevilly                            |
| Chapelle de l'Esprit-Saint du Petit-Quevilly                             | Le Petit-Quevilly            |         | à géolocaliser                   |                |                                                                                    |      | Image manquante Téléverser                                         |
| Chapelle Saint-Éloi du Trait                                             | Le Trait                     |         | 49° 29′ 09″ nord, 0° 48′ 27″ est |                |                                                                                    |      | Image manquante Téléverser                                         |
| Chapelle Saint-Gilles d'Alvimbuc                                         | Les Hauts-de-Caux            |         | 49° 39′ 09″ nord, 0° 44′ 57″ est | « IA00020475 » |                                                                                    |      | Chapelle Saint-Gilles d'Alvimbuc                                   |
| Chapelle Saint-Melaine de Boissay                                        | Londinières                  |         | 49° 50′ 18″ nord, 1° 22′ 09″ est |                |                                                                                    |      | Image manquante Téléverser                                         |
| Chapelle Saint-Bernard d'Étran                                           | Martin-Église                |         | 49° 54′ 35″ nord, 1° 06′ 26″ est |                |                                                                                    |      | Image manquante Téléverser                                         |
| Chapelle Saint-Antoine de Saint-Antoine (Seine-Maritime)                 | Mesnil-Panneville            |         | 49° 35′ 22″ nord, 0° 52′ 25″ est |                |                                                                                    |      | Image manquante Téléverser                                         |
| Chapelle du château de Panneville                                        | Mesnil-Panneville            |         | 49° 34′ 49″ nord, 0° 52′ 01″ est |                |                                                                                    |      | Image manquante Téléverser                                         |
| Chapelle du collège de Normandie                                         | Mont-Cauvaire                |         | 49° 34′ 43″ nord, 1° 07′ 05″ est | « PA00100757 » | Inscrit MH                                                                         | 1975 | Chapelle du collège de Normandie                                   |
| Chapelle de l'hôpital du Belvédère de Mont-aux-Malades                   | Mont-Saint-Aignan            |         | 49° 27′ 29″ nord, 1° 04′ 55″ est |                |                                                                                    |      | Chapelle de l'hôpital du Belvédère de Mont-aux-Malades             |
| Chapelle Saint-Lazare de l'aître de Brisgaret                            | Montivilliers                |         | 49° 32′ 58″ nord, 1° 11′ 48″ est |                |                                                                                    |      | Chapelle Saint-Lazare de l'aître de Brisgaret                      |
| Chapelle Notre-Dame-de-Bonsecours de Neuf-Marché                         | Neuf-Marché                  |         | 49° 25′ 17″ nord, 1° 42′ 54″ est |                |                                                                                    |      | Image manquante Téléverser                                         |
| Chapelle Saint-Leu de Montagny                                           | Nolléval                     |         | 49° 30′ 12″ nord, 1° 29′ 00″ est |                |                                                                                    |      | Image manquante Téléverser                                         |
| Chapelle Saint-Jean-Baptiste de Pleine-Sevette                           | Néville                      |         | 49° 48′ 41″ nord, 0° 43′ 35″ est | « PA00100773 » | Classé MH                                                                          | 1974 | Chapelle Saint-Jean-Baptiste de Pleine-Sevette                     |
| Chapelle Saint-Clair de Saint-Barthélémy                                 | Octeville-sur-Mer            |         | 49° 33′ 51″ nord, 0° 08′ 52″ est |                |                                                                                    |      | Image manquante Téléverser                                         |
| Chapelle Notre-Dame-de-la-Confiance du Bel-Air                           | Oissel                       |         | 49° 21′ 48″ nord, 1° 05′ 52″ est |                |                                                                                    |      | Image manquante Téléverser                                         |
| Chapelle Saint-Martin de Maintru                                         | Osmoy-Saint-Valery           |         | 49° 47′ 58″ nord, 1° 18′ 03″ est |                |                                                                                    |      | Image manquante Téléverser                                         |
| Chapelle du château de Tous-les-Mesnils                                  | Ouville-la-Rivière           |         | 49° 52′ 34″ nord, 0° 59′ 13″ est |                |                                                                                    |      | Image manquante Téléverser                                         |
| Chapelle Notre-Dame de Janville                                          | Paluel                       |         | 49° 50′ 02″ nord, 0° 38′ 00″ est | « PA00100788 » | Classé MH                                                                          | 1943 | Chapelle Notre-Dame de Janville                                    |
| Chapelle Sainte-Austreberthe de Pavilly                                  | Pavilly                      |         | 49° 33′ 58″ nord, 0° 57′ 15″ est |                |                                                                                    |      | Image manquante Téléverser                                         |
| Chapelle Saint-Joseph de la Gueulerie                                    | Pavilly                      |         | 49° 35′ 12″ nord, 0° 57′ 45″ est |                |                                                                                    |      | Image manquante Téléverser                                         |
| Chapelle du château d'Esneval                                            | Pavilly                      |         | 49° 34′ 18″ nord, 0° 57′ 14″ est |                |                                                                                    |      | Chapelle du château d'Esneval                                      |
| Chapelle Saint-Joseph de Biville-sur-Mer                                 | Petit-Caux                   |         | 49° 58′ 24″ nord, 1° 15′ 27″ est |                |                                                                                    |      | Chapelle Saint-Joseph de Biville-sur-Mer                           |
| Chapelle Saint-Quentin du château de Saint-Quentin-au-Bosc               | Petit-Caux                   |         | 49° 56′ 21″ nord, 1° 19′ 11″ est |                |                                                                                    |      | Image manquante Téléverser                                         |
| Chapelle Notre-Dame-et-Sainte-Foy de Vicquemare                          | Prétot-Vicquemare            |         | 49° 44′ 13″ nord, 0° 50′ 48″ est |                |                                                                                    |      | Image manquante Téléverser                                         |
| Chapelle du prieuré Notre-Dame de Quincampoix                            | Quincampoix                  |         | 49° 31′ 40″ nord, 1° 10′ 30″ est |                |                                                                                    |      | Image manquante Téléverser                                         |
| Chapelle du château de la Muette                                         | Quincampoix                  |         | 49° 31′ 00″ nord, 1° 08′ 26″ est |                |                                                                                    |      | Image manquante Téléverser                                         |
| Chapelle de Barre-Y-Va                                                   | Rives-en-Seine               |         | 49° 31′ 24″ nord, 0° 42′ 27″ est | « PA76000023 » | Inscrit MH                                                                         | 1996 | Chapelle de Barre-Y-Va                                             |
| Chapelle Notre-Dame de Caillouville                                      | Rives-en-Seine               |         | 49° 31′ 44″ nord, 0° 46′ 11″ est |                |                                                                                    |      | Chapelle Notre-Dame de Caillouville                                |
| Chapelle Saint-Saturnin de Fontenelle                                    | Rives-en-Seine               |         | 49° 31′ 52″ nord, 0° 46′ 04″ est |                |                                                                                    |      | Chapelle Saint-Saturnin de Fontenelle                              |
| Chapelle en ruine de Riville                                             | Riville                      |         | 49° 42′ 24″ nord, 0° 33′ 15″ est |                |                                                                                    |      | Chapelle en ruine de Riville                                       |
| Chapelle funéraire de Rocquefort                                         | Rocquefort                   |         | 49° 39′ 59″ nord, 0° 41′ 41″ est |                |                                                                                    |      | Chapelle funéraire de Rocquefort                                   |
| Chapelle Sainte-Clothilde de Rolleville                                  | Rolleville                   |         | 49° 34′ 54″ nord, 0° 12′ 47″ est |                |                                                                                    |      | Chapelle Sainte-Clothilde de Rolleville                            |
| Chapelle Saint-Étienne de Rosay                                          | Rosay                        |         | 49° 42′ 05″ nord, 0° 15′ 31″ est |                |                                                                                    |      | Image manquante Téléverser                                         |
| Chapelle Notre-Dame-de-Charité de Rouen                                  | Rouen                        |         | 49° 26′ 25″ nord, 1° 06′ 27″ est | « PA00100835 » | Inscrit MH                                                                         | 1948 | Chapelle Notre-Dame-de-Charité de Rouen                            |
| Chapelle de Grandmont                                                    | Rouen                        |         | 49° 25′ 33″ nord, 1° 05′ 50″ est | « PA00100806 » | Classé MH                                                                          | 1936 | Chapelle de Grandmont                                              |
| Chapelle des Franciscaines de Rouen                                      | Rouen                        |         | 49° 26′ 47″ nord, 1° 06′ 09″ est | « PA76000055 » | Inscrit MH                                                                         | 2001 | Chapelle des Franciscaines de Rouen                                |
| Chapelle Saint-Louis du lycée Corneille de Rouen                         | Rouen                        |         | 49° 26′ 41″ nord, 1° 06′ 01″ est | « PA00100922 » | Classé MH                                                                          | 1910 | Chapelle Saint-Louis du lycée Corneille de Rouen                   |
| Chapelle de la Compassion de Rouen                                       | Rouen                        |         | 49° 26′ 47″ nord, 1° 05′ 48″ est |                |                                                                                    |      | Chapelle de la Compassion de Rouen                                 |
| Chapelle de la Miséricorde de Rouen                                      | Rouen                        |         | 49° 26′ 41″ nord, 1° 04′ 52″ est |                |                                                                                    |      | Image manquante Téléverser                                         |
| Chapelle des Bénédictines de Rouen                                       | Rouen                        |         | 49° 26′ 40″ nord, 1° 06′ 04″ est |                |                                                                                    |      | Image manquante Téléverser                                         |
| Chapelle du centre diocésain de Rouen                                    | Rouen                        |         | à géolocaliser                   |                |                                                                                    |      | Image manquante Téléverser                                         |
| Chapelle Notre-Dame de Rouen                                             | Rouen                        |         | 49° 26′ 57″ nord, 1° 06′ 00″ est |                |                                                                                    |      | Image manquante Téléverser                                         |
| Chapelle Saint-Jean-Baptiste de La Salle de Rouen                        | Rouen                        |         | 49° 26′ 55″ nord, 1° 05′ 05″ est |                |                                                                                    |      | Chapelle Saint-Jean-Baptiste de La Salle de Rouen                  |
| Chapelle Saint-Joseph de Rouen                                           | Rouen                        |         | 49° 26′ 57″ nord, 1° 06′ 15″ est |                |                                                                                    |      | Image manquante Téléverser                                         |
| Chapelle Saint-Victrice de l'île Lacroix                                 | Rouen                        |         | 49° 26′ 06″ nord, 1° 05′ 56″ est |                |                                                                                    |      | Chapelle Saint-Victrice de l'île Lacroix                           |
| Chapelle des Ursulines de Rouen                                          | Rouen                        |         | 49° 26′ 35″ nord, 1° 06′ 23″ est |                |                                                                                    |      | Chapelle des Ursulines de Rouen                                    |
| Chapelle d'Aubigné                                                       | Rouen                        |         | 49° 26′ 25″ nord, 1° 05′ 45″ est |                |                                                                                    |      | Chapelle d'Aubigné                                                 |
| Chapelle de la famille Atin Thouroude                                    | Rouen                        |         | à géolocaliser                   |                |                                                                                    |      | Chapelle de la famille Atin Thouroude                              |
| Chapelle du cimetière monumental de Rouen                                | Rouen                        |         | 49° 27′ 00″ nord, 1° 07′ 00″ est |                |                                                                                    |      | Chapelle du cimetière monumental de Rouen                          |
| Chapelle Notre-Dame de Bielleville                                       | Rouville                     |         | 49° 38′ 52″ nord, 0° 29′ 52″ est |                |                                                                                    |      | Chapelle Notre-Dame de Bielleville                                 |
| Chapelle Saint-Samson de Rouvray-Catillon                                | Rouvray-Catillon             |         | 49° 34′ 31″ nord, 1° 29′ 57″ est |                |                                                                                    |      | Image manquante Téléverser                                         |
| Chapelle Sainte-Thérèse-de-l'Enfant-Jésus de Rouxmesnil-Bouteilles       | Rouxmesnil-Bouteilles        |         | 49° 54′ 16″ nord, 1° 05′ 37″ est |                |                                                                                    |      | Chapelle Sainte-Thérèse-de-l'Enfant-Jésus de Rouxmesnil-Bouteilles |
| Chapelle Notre-Dame-de-la-Paix du manoir de Marbeuf                      | Sahurs                       |         | 49° 21′ 24″ nord, 0° 56′ 41″ est |                |                                                                                    |      | Chapelle Notre-Dame-de-la-Paix du manoir de Marbeuf                |
| Chapelle Notre-Dame des Vertus                                           | Saint-Aubin-sur-Scie         |         | 49° 53′ 38″ nord, 1° 04′ 16″ est |                |                                                                                    |      | Image manquante Téléverser                                         |
| Chapelle funéraire Saint-Laurian                                         | Saint-Denis-le-Thiboult      |         | 49° 27′ 23″ nord, 1° 21′ 41″ est | « PA00101097 » | Classé MH                                                                          | 1992 | Chapelle funéraire Saint-Laurian                                   |
| Chapelle Sainte-Austreberthe de Fontaine-Châtel                          | Saint-Germain-des-Essourts   |         | 49° 32′ 13″ nord, 1° 18′ 52″ est |                |                                                                                    |      | Image manquante Téléverser                                         |
| Chapelle funéraire de Saint-Honoré                                       | Saint-Honoré                 |         | 49° 47′ 03″ nord, 1° 09′ 22″ est |                |                                                                                    |      | Image manquante Téléverser                                         |
| Chapelle Notre-Dame de Radicâtel                                         | Saint-Jean-de-Folleville     |         | 49° 30′ 26″ nord, 0° 29′ 48″ est |                |                                                                                    |      | Chapelle Notre-Dame de Radicâtel                                   |
| Chapelle Notre-Dame-de-Lourdes de Grainval                               | Saint-Léonard                |         | 49° 44′ 41″ nord, 0° 20′ 50″ est |                |                                                                                    |      | Image manquante Téléverser                                         |
| Chapelle des Chambellans de l'abbaye Saint-Georges de Boscherville       | Saint-Martin-de-Boscherville |         | 49° 26′ 43″ nord, 0° 57′ 53″ est |                |                                                                                    |      | Chapelle des Chambellans de l'abbaye Saint-Georges de Boscherville |
| Chapelle du manoir de Villers de Saint-Pierre-de-Manneville              | Saint-Pierre-de-Manneville   |         | 49° 23′ 22″ nord, 0° 55′ 48″ est |                |                                                                                    |      | Chapelle du manoir de Villers de Saint-Pierre-de-Manneville        |
| Chapelle Sainte-Anne de la Fontaine                                      | Saint-Pierre-de-Varengeville |         | 49° 29′ 07″ nord, 0° 55′ 15″ est | « IA00021708 » |                                                                                    |      | Image manquante Téléverser                                         |
| Chapelle Sainte-Thérèse du Paulu                                         | Saint-Pierre-de-Varengeville |         | 49° 30′ 55″ nord, 0° 55′ 12″ est | « IA00021709 » |                                                                                    |      | Image manquante Téléverser                                         |
| Chapelle Saint-Gilles de Saint-Pierre-de-Varengeville                    | Saint-Pierre-de-Varengeville |         | 49° 30′ 24″ nord, 0° 54′ 42″ est | « IA00021710 » |                                                                                    |      | Image manquante Téléverser                                         |
| Chapelle Notre-Dame-de-Boulogne de Saint-Saëns                           | Saint-Saëns                  |         | 49° 40′ 22″ nord, 1° 17′ 08″ est |                |                                                                                    |      | Image manquante Téléverser                                         |
| Chapelle des Pénitents de Saint-Valery-en-Caux                           | Saint-Valery-en-Caux         |         | 49° 52′ 05″ nord, 0° 42′ 32″ est |                |                                                                                    |      | Image manquante Téléverser                                         |
| Chapelle Notre-Dame-de-Bonport de Saint-Valery-en-Caux                   | Saint-Valery-en-Caux         |         | 49° 52′ 09″ nord, 0° 42′ 51″ est | « IA00054441 » |                                                                                    |      | Chapelle Notre-Dame-de-Bonport de Saint-Valery-en-Caux             |
| Chapelle Saint-Léger de Saint-Léger (Seine-Maritime)                     | Saint-Valery-en-Caux         |         | 49° 52′ 12″ nord, 0° 41′ 35″ est | « IA00054432 » |                                                                                    |      | Chapelle Saint-Léger de Saint-Léger (Seine-Maritime)               |
| Chapelle Sainte-Thérèse du Madrillet                                     | Saint-Étienne-du-Rouvray     |         | 49° 23′ 56″ nord, 1° 04′ 29″ est |                |                                                                                    |      | Image manquante Téléverser                                         |
| Chapelle Notre-Dame-des-Flots de Sainte-Adresse                          | Sainte-Adresse               |         | 49° 30′ 18″ nord, 0° 04′ 57″ est |                |                                                                                    |      | Chapelle Notre-Dame-des-Flots de Sainte-Adresse                    |
| Chapelle Saint-Antoine de Sainte-Adresse                                 | Sainte-Adresse               |         | 49° 30′ 56″ nord, 0° 04′ 42″ est |                |                                                                                    |      | Image manquante Téléverser                                         |
| Chapelle de la source Sainte-Austreberthe de Sainte-Austreberthe         | Sainte-Austreberthe          |         | 49° 35′ 53″ nord, 0° 58′ 22″ est | « IA00021006 » |                                                                                    |      | Chapelle de la source Sainte-Austreberthe de Sainte-Austreberthe   |
| Chapelle du Fay                                                          | Sainte-Marie-des-Champs      |         | 49° 37′ 36″ nord, 0° 45′ 39″ est | « PA00101032 » | Classé MH                                                                          | 1928 | Chapelle du Fay                                                    |
| Chapelle des Petites-Dalles                                              | Sassetot-le-Mauconduit       |         | 49° 49′ 12″ nord, 0° 31′ 34″ est |                |                                                                                    |      | Image manquante Téléverser                                         |
| Chapelle de Flamanvillette                                               | Sasseville                   |         | 49° 46′ 52″ nord, 0° 42′ 31″ est | « PA00101058 » | Inscrit MH                                                                         | 1964 | Chapelle de Flamanvillette                                         |
| Chapelle Saint-Julien de Bois-le Borgne                                  | Sigy-en-Bray                 |         | 49° 32′ 38″ nord, 1° 27′ 36″ est |                |                                                                                    |      | Image manquante Téléverser                                         |
| Chapelle du château de Smermesnil                                        | Smermesnil                   |         | 49° 50′ 29″ nord, 1° 29′ 00″ est |                |                                                                                    |      | Image manquante Téléverser                                         |
| Chapelle Notre-Dame-du-Mont-Carmel de Sommesnil                          | Sommesnil                    |         | 49° 42′ 45″ nord, 0° 40′ 27″ est |                |                                                                                    |      | Chapelle Notre-Dame-du-Mont-Carmel de Sommesnil                    |
| Chapelle Saint-Joseph de Sotteville-lès-Rouen                            | Sotteville-lès-Rouen         |         | 49° 25′ 06″ nord, 1° 05′ 44″ est |                |                                                                                    |      | Image manquante Téléverser                                         |
| Chapelle Notre-Dame-du-Val de Sotteville-sur-Mer                         | Sotteville-sur-Mer           |         | 49° 52′ 00″ nord, 0° 48′ 39″ est | « PA76000077 » | Inscrit MH                                                                         | 2006 | Chapelle Notre-Dame-du-Val de Sotteville-sur-Mer                   |
| Chapelle du château de Miromesnil                                        | Tourville-sur-Arques         |         | 49° 51′ 52″ nord, 1° 04′ 52″ est |                |                                                                                    |      | Chapelle du château de Miromesnil                                  |
| Chapelle du château de Bosmelet                                          | Val-de-Scie                  |         | 49° 42′ 01″ nord, 1° 07′ 42″ est |                |                                                                                    |      | Image manquante Téléverser                                         |
| Chapelle de Val-de-la-Haye                                               | Val-de-la-Haye               |         | 49° 22′ 25″ nord, 0° 59′ 39″ est | « IA00021571 » |                                                                                    |      | Chapelle de Val-de-la-Haye                                         |
| Chapelle Saint-Dominique de Varengeville-sur-Mer                         | Varengeville-sur-Mer         |         | 49° 54′ 11″ nord, 1° 00′ 19″ est | « PA76000021 » | Inscrit MH Façades et toitures de la chapelle, y compris le porche et la sacristie | 1996 | Chapelle Saint-Dominique de Varengeville-sur-Mer                   |
| Chapelle non consacrée de Villers-sous-Foucarmont                        | Villers-sous-Foucarmont      |         | 49° 50′ 22″ nord, 1° 33′ 49″ est |                |                                                                                    |      | Chapelle non consacrée de Villers-sous-Foucarmont                  |
| Chapelle du Sacré-Cœur de Villers                                        | Villers-Écalles              |         | 49° 31′ 48″ nord, 0° 56′ 09″ est |                |                                                                                    |      | Image manquante Téléverser                                         |
| Chapelle Saint-Martin de Biville                                         | Ypreville-Biville            |         | 49° 42′ 27″ nord, 0° 31′ 58″ est |                |                                                                                    |      | Chapelle Saint-Martin de Biville                                   |
| Chapelle Saint-Louis de l'hôpital d'Yvetot                               | Yvetot                       |         | 49° 37′ 08″ nord, 0° 44′ 42″ est |                |                                                                                    |      | Image manquante Téléverser                                         |
| Chapelle du couvent des Dames-Blanches d'Yvetot                          | Yvetot                       |         | 49° 37′ 19″ nord, 0° 45′ 33″ est |                |                                                                                    |      | Image manquante Téléverser                                         |
| Chapelle Saint-Cosme d'Étoutteville                                      | Étoutteville                 |         | 49° 40′ 16″ nord, 0° 46′ 22″ est |                |                                                                                    |      | Chapelle Saint-Cosme d'Étoutteville                                |
| Chapelle Notre-Dame-de-la-Garde d'Étretat                                | Étretat                      |         | 49° 42′ 40″ nord, 0° 12′ 20″ est |                |                                                                                    |      | Chapelle Notre-Dame-de-la-Garde d'Étretat                          |